# Боб Кристал
Боб Кристал (англ. Bob Chrystal, 3 квітня 1930, Вінніпег — 27 січня 2023) — канадський хокеїст, що грав на позиції захисника.

## Ігрова кар'єра
Хокейну кар'єру розпочав 1950 року.
Усю професійну клубну ігрову кар'єру, що тривала 10 років, провів, захищаючи кольори команди «Нью-Йорк Рейнджерс».
Загалом провів 132 матчі в НХЛ.

## Статистика
| Сезон        | Клуб                  | Ліга         | Регулярний сезон | Регулярний сезон | Регулярний сезон | Регулярний сезон | Регулярний сезон | Плей-оф | Плей-оф | Плей-оф | Плей-оф | Плей-оф |
| Сезон        | Клуб                  | Ліга         | І                | Г                | П                | О                | ШХ               | І       | Г       | П       | О       | ШХ      |
| ------------ | --------------------- | ------------ | ---------------- | ---------------- | ---------------- | ---------------- | ---------------- | ------- | ------- | ------- | ------- | ------- |
| 1950–51      | «Денвер Фелконс»      | ХЛСШ         | 64               | 7                | 13               | 20               | 71               | 5       | 0       | 5       | 5       | 10      |
| 1951–52      | «Клівленд Баронс»     | АХЛ          | 68               | 3                | 16               | 19               | 109              | 5       | 0       | 0       | 0       | 6       |
| 1952–53      | «Клівленд Баронс»     | АХЛ          | 63               | 5                | 17               | 22               | 87               | 11      | 4       | 4       | 8       | 24      |
| 1953–54      | «Нью-Йорк Рейнджерс»  | НХЛ          | 64               | 5                | 5                | 10               | 44               | --      | --      | --      | --      | --      |
| 1954–55      | «Нью-Йорк Рейнджерс»  | НХЛ          | 68               | 6                | 9                | 15               | 68               | --      | --      | --      | --      | --      |
| 1955–56      | «Саскатун Квакерс»    | ЗХЛ          | 48               | 5                | 5                | 10               | 67               | 3       | 0       | 2       | 2       | 8       |
| 1956–57      | Брендон               | ЗХЛ          | 70               | 8                | 20               | 28               | 52               | 9       | 3       | 2       | 5       | 12      |
| 1957–58      | «Саскатун»/«Сент-Пол» | ЗХЛ          | 69               | 9                | 23               | 32               | 87               | --      | --      | --      | --      | --      |
| 1959–60      | «Вінніпег Ворріорс»   | ЗХЛ          | 59               | 14               | 17               | 31               | 54               | 7       | 0       | 1       | 1       | 7       |
| Усього в НХЛ | Усього в НХЛ          | Усього в НХЛ | 132              | 11               | 14               | 25               | 112              | --      | --      | --      | --      | --      |